# Ari Lehman
Ari Lehman (New York,	1965. május 2.) amerikai előadóművész, zeneszerző és színész.
A gyermek Jason Voorheest alakította a Péntek 13. c. horrorfilmben, és ő lett az első színész, aki a horror ikonját alakította. Lehman jelenleg (2021) egy punk rock/heavy metal zenekarban, a First Jasonben lép fel.
A connecticuti Westportban nőtt fel.